# Ilana Korval
Ilana Korval (ur. 25 marca 1983) – francuska judoczka. Startowała w Pucharze Świata w 2001, 2003, 2006, 2007 i 2010. Złota medalistka mistrzostw Europy w drużynie w 2004 i srebrna w 2006. Trzecia na akademickich MŚ w 2004. Wicemistrzyni Francji w 2006 i 2007 roku.